# Schuppesiedlung
Die Schuppesiedlung ist ein Wohnplatz der Gemeinde Seddiner See im Landkreis Potsdam-Mittelmark in Brandenburg.

## Geografische Lage
Der Wohnplatz liegt rund 1,5 km südwestlich des Gemeindezentrums und grenzt im Süden unmittelbar an die Stadt Beelitz. Westlich führt die Bundesstraße 2 von Nordosten kommend in südwestlicher Richtung an der Wohnbebauung vorbei.

## Geschichte und Etymologie
Nach dem Ersten Weltkrieg verkauften zahlreiche Bauern ihr Land unter anderem an einen Berliner Bankdirektor Schuppe. Er teilte die Flächen auf und verkaufte sie zu Siedlungszwecken an Dritte.